# ТЕС Махарда
ТЕС Махарда – теплова електростанція у центральній частині Сирії, за два десятки кілометрів на північний захід від міста Хама.
Враховуючи пошкодження генеруючих об'єктів під час Війни судного дня, сирійці вирішили розташувати свою першу потужну теплову електростанцію на значній віддалі від потенційної лінії фронту. У підсумку обрали район міста Махарда, біля якого на річці Оронт існувало водосховище іригаційного призначення, котре могло забезпечити достатню кількість води для охолодження.
У 1979-му в Махарді стали до ладу два конденсаційні блоки з паровими турбінами потужністю по 150 МВт, котрі в 1987-му та 1988-му доповнили ще двома дещо більшої потужності – по 165 МВт. Паливна ефективність перших двох блоків становить 32%, тоді як для блоків 3 та 4 цей показник складав 33%.
Також на майданчику станції з 1988-го працює встановлена на роботу у відкритому циклі газова турбіна з показником 30 МВт.
Станцію спорудили з розрахунку на використання важких фракцій нафти. Первісно планувалась їх подача із Хами по трубопроводу, проте це потребувало б доповнення його системою розігріву. Тому у підсумку проклали до станції залізничну гілку довжиною 20 км, по якій відбувається транспортування палива у цистернах.
У 1990-х роках за допомогою трубопроводу Омар II організували подачу на станцію природного газу та провели модернізацію обладнання, котра надала можливість використовувати це паливо. Втім, нафта могла і надалі залишатись головним видом палива (наприклад, у 2004 – 2005 роках споживання станцією природного газу скоротилось майже до нуля).
Для видалення продуктів згоряння спорудили димарі висотою по 125 метрів.
Зв’язок із енергосистемою країни відбувається по ЛЕП, розрахованій на роботу під напругою 230 кВ.